# 夢みてTRY
「夢みてTRY」（ゆめみてトライ）は田中美奈子の3枚目のシングル。

## タイアップ
「夢みてTRY」は、TBS系ドラマ「トップスチュワーデス物語」の主題歌。
カップリング曲の「I Say Hello Again」は、郵便局の養老保険CFのタイアップ曲。

## 収録曲
作詞・作曲・編曲：小室哲哉
1. 夢みてTRY
2. I Say Hello Again